# Janowo (gromada w powiecie nidzickim)
Janowo – dawna gromada, czyli najmniejsza jednostka podziału terytorialnego Polskiej Rzeczypospolitej Ludowej w latach 1954–1972.
Gromady, z gromadzkimi radami narodowymi (GRN) jako organami władzy najniższego stopnia na wsi, funkcjonowały od reformy reorganizującej administrację wiejską przeprowadzonej jesienią 1954 do momentu ich zniesienia z dniem 1 stycznia 1973, tym samym wypierając organizację gminną w latach 1954–1972.
Gromadę Janowo z siedzibą GRN w Janowie utworzono – jako jedną z 8759 gromad na obszarze Polski – w powiecie przasnyskim w woj. warszawskim, na mocy uchwały nr VI/10/16/54 WRN w Warszawie z dnia 5 października 1954. W skład jednostki weszły obszary dotychczasowych gromad Janowo, Rębowo-Zembrzus, Ryki-Borkowo, Szemplino Czarne, Szemplino Wielkie i Zembrzus-Mokry Grunt ze zniesionej gminy Janowo w tymże powiecie i województwie oraz obszar dotychczasowej gromady Komorowo ze zniesionej gminy Muszaki w powiecie nidzickim w woj. olsztyńskim.
1 stycznia 1955 gromadę włączono do powiatu nidzickiego w woj. olsztyńskim.
W 1957 roku gromada miała 20 członków gromadzkiej rady narodowej.
31 grudnia 1961 do gromady Janowo włączono wieś Giewarty z gromady Janowiec Kościelny w tymże powiecie.
31 grudnia 1967 do gromady Janowo włączono: a) z gromady Janowiec Kościelny w tymże powiecie odcinek rzeki Orzyc na granicy gromad Janowo i Janowiec Kościelny (granicę obu gromad poprowadzono zachodnim brzegiem nowego koryta rzeki); oraz b) z gromady Jagarzewo w tymże powiecie kolejny odcinek rzeki Orzyc na granicy gromad Janowo i Jagarzewo (granicę obu gromad poprowadzono północnym brzegiem nowego koryta rzeki).
22 grudnia 1971 do gromady Janowo włączono sołectwa Grabowo, Jagarzewo, Muszaki, Róg, Wichrowiec i Więckowo ze zniesionej gromady Jagarzewo w tymże powiecie.
Gromada przetrwała do końca 1972 roku, czyli do kolejnej reformy gminnej. 1 stycznia 1973 – tym razem w powiecie nidzickim w woj. olsztyńskim – reaktywowano gminę Janowo.